# Palé (Hungria)
Palé é um município da Hungria, situado no condado de Baranya. Tem 2,15 km² de área e sua população em 2019 foi estimada em 91 habitantes.